# Icons of Filth
Icons of Filth — влиятельная британская анархо-панк-группа, образовавшаяся в Кардиффе, Уэльс, в 1979 году (но до этого существовавшая 4 года — сначала как Mock Death, затем как Atomic Filth) и распавшаяся в 2004 году после внезапной смерти своего бессменного лидера Эндрю Сьюэлла, более известного как Stiggy Smeg. Наивысшие достижения группы в UK Indie Chart — #3 (сингл «Brain Death», 1985) и #7 (альбом Onward Christian Soldiers, 1984)

## История группы
Первый же релиз группы, «Not On Her Majesty’s Service», выпущенный в сентябре 1982 года на лейбле Mortarhate Records, принадлежавшем группе Conflict, обратил на себя внимание рок-критики, прежде всего провокационными, умными текстами Стига, атаковавшими власть во всех её проявлениях. Важной темой группы была борьба за права животных, ставшая основной во втором альбоме Onward Christian Soldiers (1983). После серии гастролей, в основном с Conflict, группа выпустила «Brain Death» EP и «Filth & the Fury» EP. Состав Icons of Filth с этого момента стал часто меняться, и вскоре группа сошла со сцены.
После многолетнего перерыва Icons of Filth воссоединилаись в первом составе (Стиг, Эйтч, Даффи, Эд) и в 2001 году записали Nostradamnedus (Go-Kart Records), после чего провели многочисленные гастроли, в том числе два американских тура. История коллектива завершилась в 2004 году, когда Стиг во время концерта плохо себя почувствал и в больнице скоропостижно скончался, как выяснилось, от сердечного приступа.

## Дискография

### Синглы, EP
- Used, Abused, Unamused (1983 7" EP)
- Braindeath (1984 EP)
- The Filth and the Fury (1985 EP)
- Show Us You Care (1999 7" EP)

## Альбомы
- Onwards Christian Soldiers (1984)
- The Mortarhate Projects (1995 CD)
- Live, Abused and Unamused
- Nostradamnedus (2002 CD)

## Кассета
- Not on her Majesty’s Service (1983)[2]